# Władimir Makarow
Władimir Iwanowicz Makarow (ros. Влади́мир Ива́нович Мака́ров, ur. 16 listopada 1923 we wsi Duplato-Masłowo w obwodzie tambowskim, zm. 26 października 1979) – radziecki działacz partyjny i państwowy.

## Życiorys
W latach 1938–1941 uczył się w szkole pedagogicznej w Tambowie, 1941 został zmobilizowany do Armii Czerwonej, brał udział w wojnie z Niemcami, walczył na Froncie Zachodnim, 1 Białoruskim i 1 Nadbałtyckim, od 1944 należał do WKP(b). Po demobilizacji w 1947 pracował w kołchozie, uczył się w obwodowej szkole partyjnej w Tambowie, potem zaocznie w Wyższej Szkole Partyjnej przy KC KPZR. Od 15 listopada 1973 do 1976 był II sekretarzem Tambowskiego Komitetu Obwodowego KPZR, a od 1976 do końca życia przewodniczącym Komitetu Wykonawczego Tambowskiej Rady Obwodowej. W 1975 został deputowanym do Rady Najwyższej RFSRR 9 kadencji. Zmarł w wyniku wypadku drogowego.

## Odznaczenia
- Order Rewolucji Październikowej (1973)
- Order Sławy III klasy (1944)
- Order Czerwonego Sztandaru Pracy (dwukrotnie - 1966 i 1971)
- Order Czerwonej Gwiazdy (1944)

I 8 medali.